# Reclams Konzertführer
Reclams Konzertführer mit dem Untertitel Orchestermusik ist – trotz seines Umfanges – ein handlicher Musikführer. Er wurde erstmals 1959 vom Verlag Philipp Reclam jun. in Stuttgart herausgegeben. Die 13. Auflage mit einem Umfang von 1.072 Seiten ist 1985 erschienen. Die nachfolgenden Aussagen beziehen sich auf diese 13. Auflage.

## Aufbau/Inhalt
Der Konzertführer enthält auf 1.072 Seiten einen Vorwortteil, den Lexikonteil und einen Anhang.
Im Vorwortteil (S. 5–8) kommen die Bearbeiter des Konzertführers, Hans Renner und Klaus Schweizer, zu Wort.
Der Lexikonteil (S. 9–887) enthält Lebensbilder (Biografien) und Werkbeschreibungen der Komponisten. Dabei sind die Komponisten chronologisch nach Geburtsjahren angeordnet. Dieser Teil beginnt mit Georg Friedrich Händel (1685–1759) und schließt mit Wolfgang Rihm (1952–2024).
Jeder hervorragende Komponist wird mit seinen Orchesterwerken (Sinfonien, Instrumentalkonzerte, Serenaden …) vorgestellt; insgesamt sind es rund 600 Werke. Zahlreiche – insgesamt über 450 – Notenbeispiele erläutern die verbalen Aussagen.
Der Anhang enthält einen Musikgeschichtlichen Überblick (S. 889–1014); darin: Musikepochen (S. 889–933), „Deutschland und Österreich im 20. Jahrhundert“ (S. 933–948) und „Andere Länder“ (S. 948–1014), einen Abschnitt „Das Orchester“ (S. 1015–1018), ein Stichwortverzeichnis (S. 1019–1052) mit Fachwort-Erklärungen und dem Wichtigsten über Musikinstrumente und musikalische Formen. Er schließt mit einem Verzeichnis der Komponisten (diese in alphabetischer Reihenfolge) und ihrer Werke (S. 1053–1071).